# Fak Tha (huyện)
Fak Tha (tiếng Thái: ฟากท่า) là một huyện (amphoe) thuộc tỉnh Uttaradit, miền nam Thái Lan.

## Lịch sử
Tiểu huyện (king amphoe) Fak Tha được thành lập năm 1937 thuộc huyện Nam Pat. Ngày 20 tháng 7 năm 1958, đơn vị này được nâng cấp thành huyện.

## Địa lý
Các huyện giáp ranh (từ phía đông theo chiều kim đồng hồ): Ban Khok, Nam Pat và Tha Pla thuộc tỉnh Uttaradit, Na Muen thuộc tỉnh Nan.
Sông chính ở huyện là sông Pat, chi lưu của sông Nan.

## Hành chính
Huyện này được chia thành 4 phó huyện (tambon), các đơn vị này lại được chia ra thành 33 làng (muban). Fak Tha là một thị trấn (thesaban tambon) nằm trên một phần của tambon Fak Tha and Long Don. Có 4 Tổ chức hành chính tambon.
| STT. | Tên       | Tên Thái | Số làng | Dân số |  |
| ---- | --------- | -------- | ------- | ------ |  |
| 1.   | Fak Tha   | ฟากท่า    | 11      | 5.267  |  |
| 2.   | Song Khon | สองคอน   | 11      | 3.383  |  |
| 3.   | Ban Siao  | บ้านเสี้ยว  | 6       | 3.482  |  |
| 4.   | Song Hong | สองห้อง   | 5       | 3.162  |  |